# Верхнетахтинский
Верхнетахти́нский — посёлок в Ипатовском районе (городском округе) Ставропольского края Российской Федерации. 

## Варианты названия
- Посёлок фермы № 1 совхоза «Большевик»[2].

## География
Расстояние до краевого центра: 102 км. Расстояние до районного центра: 52 км.

## История
9 февраля 1972 года Указом Президиума ВС РСФСР посёлок фермы № 1 совхоза «Большевик» переименован в Верхнетахтинский.
До 1 мая 2017 года посёлок входил в упразднённый Большевистский сельсовет.

## Население
| 1989 | 2002 | 2010 | 2014 | 2023 |
| ---- | ---- | ---- | ---- | ---- |
| 219  | ↗227 | ↘194 | ↗200 | ↘145 |

По данным переписи 2002 года, 87 % населения — русские.

## Инфраструктура
Медицинскую помощь оказывает фельдшерско-акушерский пункт.
В Верхнетахтинском две улицы — Лиманная и Северная. На северо-восточной стороне посёлка расположено общественное открытое кладбище.